# Lake Park, Georgia
Lake Park är en ort i Lowndes County i Georgia. Vid 2020 års folkräkning hade Lake Park 932 invånare.